# Panulia venusta
Panulia venusta là một loài bướm đêm trong họ Geometridae.